# Seokseong-san
Seokseong-san är ett berg i Sydkorea.   Det ligger i provinsen Gyeonggi, i den centrala delen av landet, 40 km sydost om huvudstaden Seoul. Toppen på Seokseong-san är 471 meter över havet, eller 301 meter över den omgivande terrängen. Bredden vid basen är 13,3 km.
Terrängen runt Seokseong-san är kuperad åt nordost, men åt sydväst är den platt. Runt Seokseong-san är det mycket tätbefolkat, med 1 095 invånare per kvadratkilometer. Närmaste större samhälle är Suwon-si, 14,7 km väster om Seokseong-san. I omgivningarna runt Seokseong-san växer i huvudsak blandskog.